# Onderscheidingen van de brandweer
Voor de bijzondere verrichtingen van de brandweerlieden werden al sinds de 19e eeuw medailles en andere onderscheidingen uitgereikt. Vooral in Duitsland waren er in de vele 19e-eeuwse Duitse staten veel van dergelijke onderscheidingen. Het kan gaan om medailles voor moed maar er zijn ook veel onderscheidingen voor langdurige dienst bij de brandweer en de vrijwillige brandweer. Veel van de Duitse onderscheidingen waren gespen op een stukje lint, zogeheten Spangen.
Omdat brandweerorganisaties zijn samengegaan zijn sommige van de onderscheidingen inmiddels weer opgeheven. Anderen worden niet meer uitgereikt. De Nederlandse staat is zeer terughoudend geweest waar het het eren van verdienstelijke of moedige brandweermannen betreft. Al de onderstaande onderscheidingen hebben een particulier karakter.
Ook nu heeft de Bondsrepubliek Duitsland nog een aantal onderscheidingen voor brandweerlieden.

## Nederland
Nederland kent of kende de volgende onderscheidingen voor brandweerlieden:
- Het Brandweerkruis voor Buitenlandse Betrekkingen
- De Herinneringsmedaille Jeugdbrandweer 1993
- Het Kruis voor langdurige brandweerdienst van de KNBV en de NVBC 1967
- Het Kruis voor Verdienste van de Nederlandse Vereniging van Brandweercommandanten 1945
- Het Kruis voor Verdienste van de Nederlandse Vereniging van Brandweercommandanten in brons, het "Brandweerkruis voor Buitenlandse Betrekkingen" genoemd.
- De Medaille "Brandweer Nederland" 1973
- Het Brandweerkruis

- Het Kruis van de KNBV voor langdurige brandweerdienst 1952
- Het Kruis van de NVBC voor langdurige brandweerdienst 1945
- De Herinneringsmedaille van het blusschen van de brandramp te Middelburg 1940
- De Medaille voor trouwen brandweerdienst van de KNBV 1927
- Het Kruis voor Verdienste van de NVBC
- Het Kruis van Verdienste van de KNBV & NVBP
- De Vriendschapsmedaille van de NVBC
- Het Insigne voor Brandweer Lichamelijke Vaardigheid

Een aantal van de kruisen en medailles werd door de Minister van Binnenlandse Zaken erkend. De Minister van Defensie erkent de onderscheidingen van de brandweer niet.
Geen van de onderscheidingen is bedoeld als onderscheiding voor moed bij het bedwingen van een brand of het redden van mensenlevens.

## België
De onderscheidingen in België voor leden van Brandweerkorpsen, vallen onder de officieel uitgereikte "burgerlijke eretekens". Men onderscheidt hier het Brandweer Kruis (1e en 2e klasse) en de Brandweer Medaille (1e, 2e en 3e klasse).